# Sava Grujić
Sava Grujić (en serbe : Сава Грујић), né le 25 novembre 1840 à Kolari (principauté de Serbie, à l’époque Empire ottoman) et mort le 3 novembre 1913 à Belgrade, était un général serbe, diplomate, homme d'État, membre du Parti radical.
Il servit deux monarques Pierre Ier de Serbie et Alexandre Ier de Yougoslavie. Premier ministre du royaume de Serbie a cinq reprises entre 1893 et 1906, ministre des Affaires étrangères, ministre des Armées puis ambassadeur auprès de l’Empire russe à Constantinople ainsi que représentant de la Serbie a Athènes, Sava Grujić fut l'une des plus grandes figures politiques de la Serbie. Il fut également l'un des personnages centraux des deux conflits guerre serbo-turque (1876–1877; 1877–1878).
Il est considéré comme l’un des pères fondateurs de la Yougoslavie ayant joué un rôle instrumental dans sa création. Diplomate et fin négociateur il participa aux première ébauches de la formation d’un état des slaves du Sud.

## Biographie
De 1856 à 1861, Sava Grujić fréquente l’Académie militaire de Serbie. Il poursuivra ensuite ses études militaires en Prusse (1861-1863) et en Russie (1864-1870). En 1876, il est nommé colonel. 
Du 4 novembre 1876 au 1er octobre 1878, il est ministre de la Guerre. Dans cette fonction, il est l’un des principaux artisans des guerres qui opposent la Serbie à l’Empire ottoman. À la suite de ces guerres, la Serbie, avec l’aide de la Russie, obtient son indépendance totale vis-à-vis de la Sublime Porte au traité de Berlin (1878). 
Puis Sava Grujić effectue des missions diplomatiques. À partir de 1879, il est envoyé en Bulgarie ; puis à Athènes (1882) et à Saint-Pétersbourg (1885).
En 1887, Sava Grujić est nommé général. De juin 1887 à décembre 1887, il est à nouveau ministre des Armées ; et à partir du 1er janvier 1888 il est à la fois Premier ministre et ministre des Armées. Il conservera ces fonctions jusqu’au 27 avril 1888. 
Ainsi, Sava Grujić sera alternativement ministre et diplomate. 
Du 7 mars 1889 au 23 février 1891, il est de nouveau Premier ministre et ministre des Armées. Pendant près d’un an, de mars 1890 à février 1891, il exercera aussi les fonctions de ministre des Affaires étrangères. 
De 1891 à 1893, il est le représentant de la Serbie à Constantinople.
De juin à décembre 1893, il est à nouveau ministre des Armées ; puis du 5 décembre 1893 au 24 janvier 1894, il cumule de nouveau les fonctions de Premier ministre, ministre des Armées et ministre des Affaires étrangères. 
De 1897 à 1899, il est ambassadeur à Saint-Pétersbourg, puis, de 1900 à 1903, à Constantinople.
Du 4 octobre 1903 au 10 décembre 1904, il est Premier ministre pour la quatrième fois ; il le sera encore une cinquième fois en 1906.

## Vie privée
Grujić épouse Milica Magazinović en 1867; ils ont une fille : Angelina. Sa première femme meurt jeune. 
Il se marie ensuite avec Milica Radovenovic ; le couple aura deux enfants : deux fils, le capitaine Boro Grujić et le capitaine Alek Grujić ; et deux filles, Marija mariée au général de cavalerie Vojin Tcholak-Antitch, commandeur de la Légion d'honneur, descendant du voïvode Čolak-Anta Simeonović et Olga, dame de compagnie de la princesse Olga de Yougoslavie, marié au professeur Milivoje S. Lozanić, fils de Sima Lozanić.